# Stéphane Oiry
Stéphane Oiry (Nantes, 1 april 1970) is een Frans stripauteur.
Oiry tekende als middelbare scholier al strips voor een amateurblaadje maar begon op aandringen van zijn ouders aan een studie architectuur in Straatsburg, die hij evenwel niet afmaakte. Hij leerde tijdens zijn studie daar Trap kennen met wie hij de strip La famille Achedeuzot maakte voor het maandblad Science & Vie Découvertes. In 2004 creëerde hij met vijf vrienden het magazine voor kinderen Capsule cosmique, dat echter na korte tijd stopgezet werd. Tegelijk tekende hij op scenario van Jean-Luc Cornette de strip voor volwassenen Les passe-murailles, waarvan twee delen verschenen bij uitgeverij Les Humanoïdes Associés. En op scenario van Apollo tekende Oiry een drieluik over de puberteit. Hij werkte opnieuw samen met Trap voor een herneming van de klassieke Franse stripreeks Les pieds-nickelés over drie klaplopers van Louis Forton en Pellos. Er verschenen drie delen van La nouvelle bande des pieds-nickelés bij uitgeverij Delcourt. Vanaf 2013 tekende Oiry de realistische detectivestrip Maggy Garrisson op scenario van Lewis Trondheim, gepubliceerd in stripblad Spirou en in album bij uitgeverij Dupuis. De strip speelt zich af in Londen, waar Stéphane Oiry ook twee jaar heeft gewoond.
- Biblioteca Nacional de España: XX5434590
- Bibliothèque nationale de France: cb14559695z (data)
- International Standard Name Identifier: 0000 0000 0300 2846
- Library of Congress Control Number: nb2013006462
- Nationale Bibliotheek van Israël: 987012289206005171
- Système universitaire de documentation: 132096412
- Virtual International Authority File: 19922289
- WorldCat: E39PBJmdrfqQg8TxBDbWc9FxjC